# Saro, Cantabria
Saro, Cantabria tỉnh và cộng đồng tự trị Cantabria, phía bắc Tây Ban Nha. Đô thị Saro, Cantabria có diện tích là 17,82 ki-lô-mét vuông, dân số năm 2009 là 507 người với mật độ 28,65 người/km². Đô thị này có cự ly 30 km so với Santander.